# تغريدة (برنامج تلفزيوني)
تغريدة هي برنامج تلفزيوني يومي تبثه قناة الرسالة في رمضان 2012.

## ضيوف البرنامج
- الحلقة 1: عادل الكلباني
- الحلقة 2: عبد العزيز الشعلان
- الحلقة 3: سعد البريك
- الحلقة 4: ماجد أيوب
- الحلقة 5: تركي حميدان التركي
- الحلقة 6: أبو نواف سعد الخضيري
- الحلقة 7: مزروع المزروع
- الحلقة 8: عبد الله جابر
- الحلقة 9: طارق الحبيب
- الحلقة 10: إبراهيم الخير الله
- الحلقة 11: فيصل السعد
- الحلقة 12: نجيب الزامل
- الحلقة 13: فهد البتيري
- الحلقة 14: محمد العوضي
- الحلقة 15: تركي الدخيل
- الحلقة 16:
- الحلقة 17:
- الحلقة 18:
- الحلقة 19:
- الحلقة 20:
- الحلقة 21:
- الحلقة 22:
- الحلقة 23:
- الحلقة 24:
- الحلقة 25:
- الحلقة 26:
- الحلقة 27:
- الحلقة 28:
- الحلقة 29:
- الحلقة 30: